# 聖萊昂 (印地安納州)
聖萊昂（英語：Saint Leon）是一個位於美國印地安納州迪爾伯恩縣的城鎮。

## 地理
聖萊昂的座標為39°17′14″N 84°58′02″W / 39.28722°N 84.96722°W，而該地的平均海拔高度為306米（即1004英尺）。

## 人口
根據2010年美國人口普查的數據，聖萊昂的面積為17.71平方千米，當中陸地面積為17.69平方千米，而水域面積為0.02平方千米。當地共有人口671人，而人口密度為每平方千米38人。